# اينار بيرنستن
اينار بيرنستن (بالنرويجية البوكمول: Einar Berntsen)‏ هو ربان ‏ نرويجي، ولد في 20 نوفمبر 1891 في تونسبرغ في النرويج، وتوفي في 1 فبراير 1965 في Nøtterøy ‏ في النرويج.

## وصلات خارجية
- اينار بيرنستن على موقع SpeedSkatingBase.eu (الإنجليزية)
- اينار بيرنستن على موقع SpeedSkatingNews.info (الإنجليزية)
- اينار بيرنستن على موقع SpeedSkatingStats.com (الإنجليزية)
- اينار بيرنستن على موقع اللجنة الأولمبية الدولية (الإنجليزية)
- اينار بيرنستن على موقع أوليمبيديا (الإنجليزية)